# Bushnell, Illinois
Bushnell là một thành phố thuộc quận McDonough, tiểu bang Illinois, Hoa Kỳ. Năm 2010, dân số của thành phố này là 3117 người.

## Dân số
Dân số qua các năm:
- Năm 2000: 3221 người.
- Năm 2010: 3117 người.